# Торчик
Торчик (яп. アチャモ атямо, англ. Torchic) — покемон, существо из серии игр, манги и аниме «Покемон», принадлежащей компаниям Nintendo и Game Freak. Торчик впервые появился в играх Pokémon Ruby и Sapphire, а затем и в различной рекламной продукции, спин-оффах, анимационной и печатной адаптациях франшизы.
В играх Ruby и Sapphire, вышедших в 2003 году, Торчик является одним из трёх стартовых покемонов, которого игрок может выбрать в самом начале игры.

## Реакция и отзывы
Грег Касавин из GameSpot писал, что Торчик «вписался в ряды таких проверенных классических покемонов, как Пикачу, Псидак и Коффинг». Джеральд Виллориа из GameSpy назвал Торчика «любимчиком у фанатов». Редактор IGN, Pokémon Chick, писала, что «все, кто выбрали Торчика в качестве стартового покемона до смерти рады, а те, кто не выбрали, жалеют об этом» В другой статье она писала, что, выбрав Мадкипа, теперь она «примкнула к массам людей, задающимся вопросом:- Почему, ну почему я не выбрал Торчика?!» Она также добавила, что, если игроки не выбирают Торчика, то впоследствии у них будет мало вариантов огненных типов покемонов. Лукас М. Томас из IGN писал, что покемон Чимчар подойдёт для фанатов Торчика Томас Ист из Official Nintendo Magazine отметил, что «довольно странно наблюдать то, что Блейзикен эволюционировал из Торчика».
В Японии в центре Покемонов продавалась эксклюзивная версия приставки Game Boy Advance SP, оформление которой было связано с Торчиком.